# نيلسون سوتو
نيلسون سوتو (بالإسبانية: Nelson Soto) (29 مارس 1963 في تشيلي - ) هو لاعب كرة قدم تشيلي في مركز الوسط. شارك مع منتخب تشيلي تحت 23 سنة لكرة القدم. أما مع النوادي، فقد لعب مع نادي بالستينو وهواتشيباتو وDeportes Iberia ‏ وديبورتيس ماجالانز وديبورتيس إيكيكي ورينجرز دي تالكا.

## وصلات خارجية
- نيلسون سوتو على موقع قاعدة بيانات كرة القدم.إي يو (الإنجليزية)